# 轴丘
轴丘（Axon hillock）是指神经元中细胞体靠近轴突的区域、紧邻轴突初始段（initial segment）。轴丘区域含有较多的电压门控钠离子通道，该区域也含有一定量的尼氏体（粗面内质网）。